# 東三日市駅
東三日市駅（ひがしみっかいちえき）は、富山県黒部市三日市にある富山地方鉄道本線の駅である。駅番号はT28。二見書房刊の『訪ねておきたい名駅舎 絶滅危惧駅舎』で紹介されている。駅名標のローマ字表記は「HIGASHI MITSUKAICHI」。1931年（昭和6年）頃には黒部鉄道は当時としては珍しく日本式ローマ字を採用していたので、「HIGASIMIKKAITI」と表記していた。

## 歴史

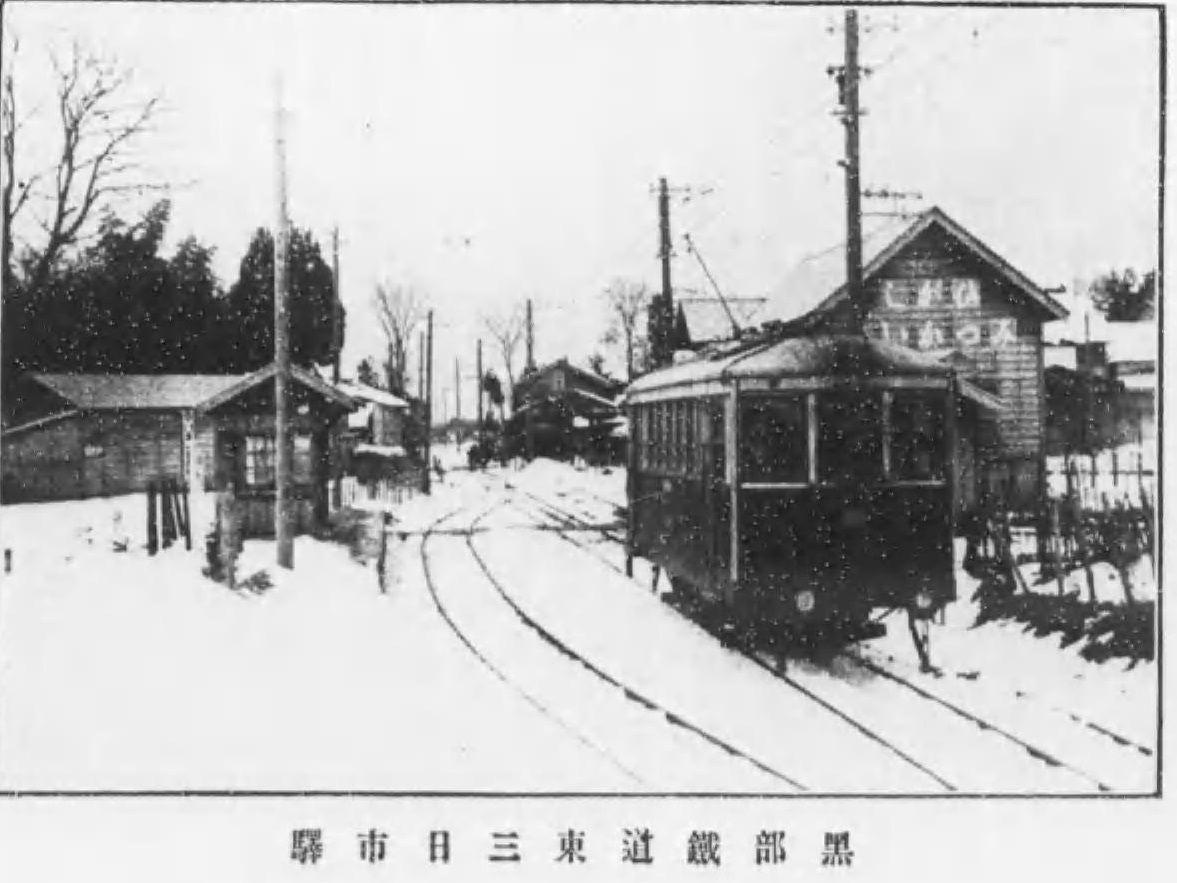
黒部鉄道時代の東三日市駅

- 1922年（大正11年）11月5日：黒部鉄道の駅として開業[3]。
- 1943年（昭和18年）1月1日：富山県内の全鉄道会社が富山電気鉄道を中心とする富山地方鉄道（地鉄）に統合され、同社の黒部線となる[4]。
- 1943年（昭和18年）11月11日：旧黒部鉄道の路線は600Vから1500Vへの昇圧とプラットホーム改修等の工事が完了し、電鉄富山駅 - 宇奈月駅間の直通運転が開始される[5][4]。
- 1953年（昭和28年）2月25日：駅舎の改築を行う[4]。
- 1959年（昭和34年）7月25日：再び駅舎改築を行う[4]。
- 1966年（昭和41年）11月30日：電鉄桜井駅 - 宇奈月駅間において信号自動化を実施する[4]。
- 1969年（昭和44年）4月1日：路線名変更が実施され電鉄富山 - 宇奈月駅間が本線となる[4]。
- 2015年（平成27年）2月26日：ダイヤ改正により特急停車駅から外れる[6][7]。

## 駅構造
単式ホーム1面1線を持つ地上駅で、木造駅舎を有する。平日の朝のみ駅員配置があったが、現在は無人駅となっている。

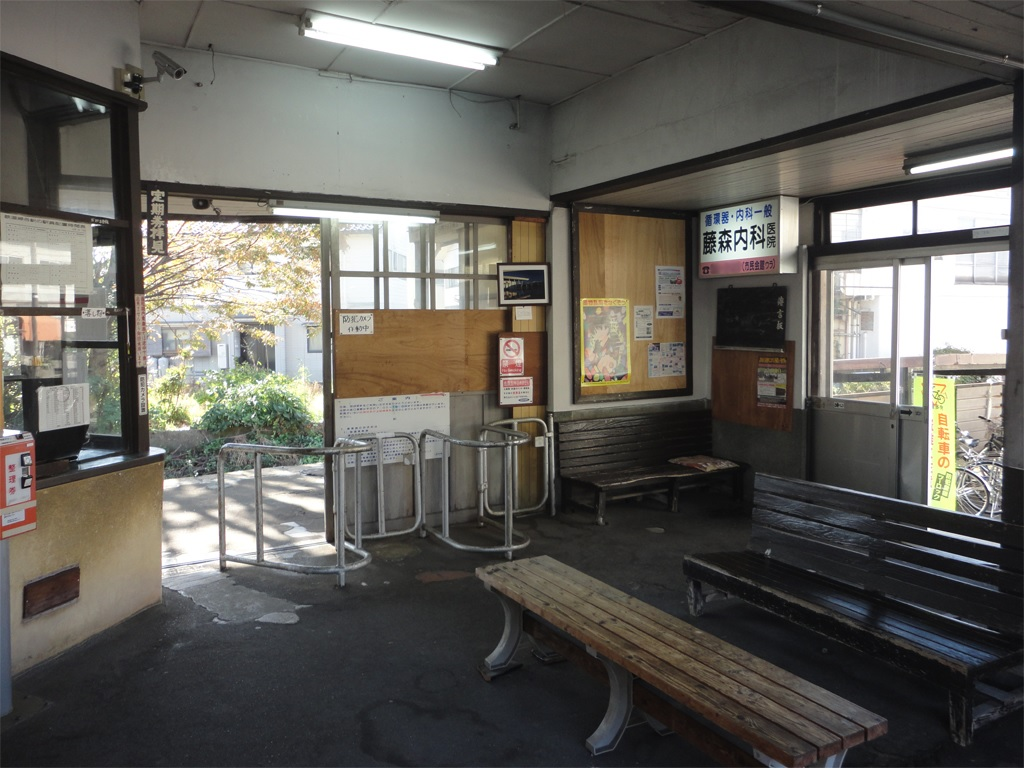
駅舎内（2018年11月）
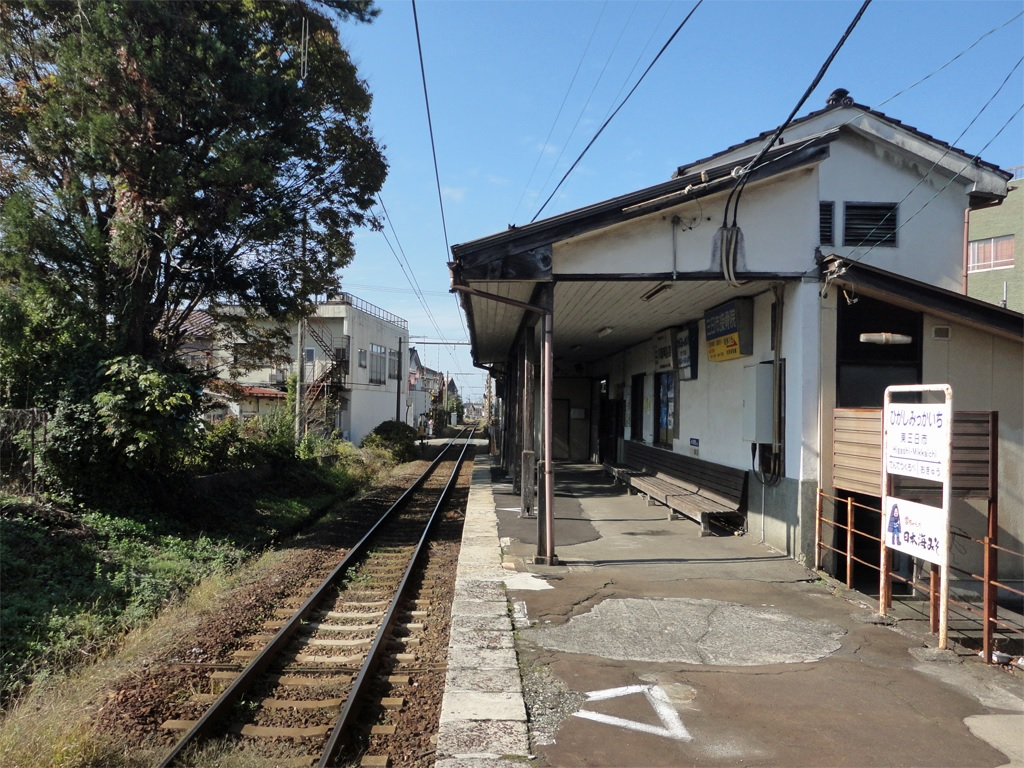
ホーム（2018年11月）

## 利用状況
「統計黒部」によると、2019年度の一日平均乗降人員は362人であった。なお、2003年度以降の乗降人員は以下の通りである。
| 年度   | 一日平均 乗降人員 |
| ------ | ----------------- |
| 2003年 | 434               |
| 2004年 | 435               |
| 2005年 | 455               |
| 2006年 | 461               |
| 2007年 | 410               |
| 2008年 | 399               |
| 2009年 | 387               |
| 2010年 | 382               |
| 2011年 | 390               |
| 2012年 | 407               |
| 2013年 | 417               |
| 2014年 | 388               |
| 2015年 | 414               |
| 2016年 | 400               |
| 2017年 | 421               |
| 2018年 | 421               |
| 2019年 | 362               |
| 2020年 | 302               |
| 2021年 | 301               |
| 2022年 | 312               |

## 駅周辺
- 黒部市役所
- くろべ市民交流センター
- 富山県立桜井高等学校
- 天神社
- 黒部ショッピングセンター メルシー
- 黒部市国際文化センターコラーレ
- 黒部郵便局

## 隣の駅
富山地方鉄道
■本線
■アルペン特急・■特急
通過
■急行（上りのみ運転）・■普通
電鉄黒部駅 (T27) - 東三日市駅 (T28) - 荻生駅 (T29)